# Bezirksklasse Pommern 1938/39
De Bezirksklasse Pommern 1938/39 was het zesde voetbalkampioenschap van de Bezirksklasse Pommern, het tweede niveau onder de Gauliga Pommern. De competitie werd opnieuw in vier reeksen verdeeld. De kampioenen van elke reeks namen deel aan de eindronde om te promoveren naar de Gauliga. 

## Bezirksklasse

### Grenzmark
| Plaats | Club                            | Wed.           | W              | G              | V              | Saldo          | Ptn.           |
| ------ | ------------------------------- | -------------- | -------------- | -------------- | -------------- | -------------- | -------------- |
| 1.     | FC Viktoria Schneidemühl        | 16             | 10             | 4              | 2              | 41:08          | 24:08          |
| 2.     | HSV Lützow Deutsch Krone        | 16             | 9              | 5              | 2              | 46:27          | 23:09          |
| 3.     | SV Hertha Schneidemühl          | 16             | 9              | 4              | 3              | 42:38          | 22:10          |
| 4.     | HSV Fürst Bismarck Schneidemühl | 16             | 10             | 1              | 5              | 40:19          | 21:11          |
| 5.     | RTSV Schneidemühl               | 16             | 5              | 5              | 6              | 36:38          | 15:17          |
| 6.     | SC Erika Schneidemühl           | 16             | 3              | 6              | 7              | 20:45          | 12:20          |
| 7.     | Dramburger SV 1913              | 16             | 4              | 2              | 10             | 26:33          | 10:22          |
| 8.     | SC Germania Neustettin          | 16             | 3              | 3              | 10             | 25:40          | 09:23          |
| 9.     | SV Hellas Schönlanke            | 16             | 3              | 2              | 11             | 30:58          | 08:24          |
| 10.    | HSV Mackensen Neustettin        | Teruggetrokken | Teruggetrokken | Teruggetrokken | Teruggetrokken | Teruggetrokken | Teruggetrokken |

- MSV Mackensen Neustettin trok zich in januari 1939 terug, de reeds gespeelde wedstrijden werden geschrapt.
- MSV Schneidemühl nam de naam HSV Fürst Bismarck Schneidemühl aan.

|  | Geplaatst voor promotie-eindronde |

### Mitte
| Plaats | Club                         | Wed. | W  | G | V  | Saldo  | Ptn.  |
| ------ | ---------------------------- | ---- | -- | - | -- | ------ | ----- |
| 1.     | HSV Pionier Podejuch         | 24   | 20 | 2 | 2  | 113:34 | 42:06 |
| 2.     | VfL Stettin                  | 24   | 18 | 2 | 4  | 96:32  | 38:10 |
| 3.     | MSV Keith-Gneisenau Stargard | 24   | 17 | 2 | 5  | 80:27  | 36:12 |
| 4.     | VfB-Reichspost Stettin 08    | 24   | 14 | 3 | 7  | 61:49  | 31:17 |
| 5.     | Reichsbahn SG Stettin        | 24   | 11 | 5 | 8  | 50:49  | 27:21 |
| 6.     | SC Viktoria Stargard         | 24   | 10 | 4 | 10 | 51:48  | 24:24 |
| 7.     | VfL LabeSC                   | 24   | 10 | 2 | 12 | 51:64  | 22:26 |
| 8.     | TV Jahn Odermünde            | 24   | 9  | 3 | 12 | 57:66  | 21:27 |
| 9.     | TSV Stettin 1894             | 24   | 7  | 7 | 10 | 40:59  | 21:27 |
| 10.    | SC Blücher Stettin           | 24   | 6  | 4 | 14 | 43:63  | 16:32 |
| 11.    | LSV Stargard/Klützow         | 24   | 5  | 5 | 14 | 39:67  | 15:33 |
| 12.    | Züllchower SC                | 24   | 5  | 1 | 18 | 27:103 | 11:37 |
| 13.    | SC Comet Stettin             | 24   | 3  | 2 | 19 | 37:84  | 08:40 |

- SC Labes fuseerde met TV 1861 Labes en Tennisverein Blau-Weiß Labes tot VfL Labes.

|  | Geplaatst voor promotie-eindronde |
|  | Degradatie                        |

### Ost
Groep Kolberg
| Plaats | Club                     | Wed. | W | G | V  | Saldo | Ptn.  |
| ------ | ------------------------ | ---- | - | - | -- | ----- | ----- |
| 1.     | HSV Hubertus Kolberg     | 12   | 9 | 2 | 1  | 56:22 | 20:04 |
| 2.     | SV Viktoria Kolberg      | 12   | 8 | 2 | 2  | 53:21 | 18:06 |
| 3.     | VfB 1911 Belgard         | 12   | 6 | 3 | 3  | 45:37 | 15:09 |
| 4.     | HSV von Seydlitz Treptow | 12   | 5 | 3 | 4  | 37:34 | 13:11 |
| 5.     | SV Schivelbein           | 12   | 4 | 2 | 6  | 32:49 | 10:14 |
| 6.     | SV 1910 Kolberg          | 12   | 1 | 3 | 8  | 22:48 | 05:19 |
| 7.     | SC Plathe 1920           | 12   | 1 | 1 | 10 | 07:41 | 03:21 |

|  | Geplaatst voor eindronde Bezirksklasse Ost |

Groep Stolp
| Plaats | Club               | Wed. | W | G | V | Saldo | Ptn.  |
| ------ | ------------------ | ---- | - | - | - | ----- | ----- |
| 1.     | HSV Köslin         | 12   | 9 | 2 | 1 | 52:14 | 20:04 |
| 2.     | SV Sturm Lauenburg | 12   | 6 | 2 | 4 | 29:18 | 14:10 |
| 3.     | RTSV Stolp         | 12   | 5 | 4 | 3 | 28:21 | 14:10 |
| 4.     | SV Preußen Köslin  | 12   | 5 | 1 | 6 | 17:28 | 11:13 |
| 5.     | Kösliner SV Phönix | 12   | 4 | 2 | 6 | 32:34 | 10:14 |
| 6.     | SpVgg Stern Stolp  | 12   | 4 | 1 | 7 | 27:40 | 09:15 |
| 7.     | SV Fortuna Stolp   | 12   | 3 | 0 | 9 | 20:50 | 06:18 |

|  | Geplaatst voor eindronde Bezirksklasse Ost |

Eindronde Bezirksklasse Ost
| Plaats | Club                 | Wed.           | W              | G              | V              | Saldo          | Ptn.           |
| ------ | -------------------- | -------------- | -------------- | -------------- | -------------- | -------------- | -------------- |
| 1.     | HSV Köslin           | 3              | 2              | 0              | 1              | 09:03          | 04:02          |
| 2.     | HSV Hubertus Kolberg | 1              | 1              | 0              | 0              | 02:01          | 02             |
| 3.     | SV Viktoria Kolberg  | 2              | 0              | 0              | 2              | 01:08          | 00:04          |
| 4.     | SV Sturm Lauenburg   | Teruggetrokken | Teruggetrokken | Teruggetrokken | Teruggetrokken | Teruggetrokken | Teruggetrokken |

|  | Geplaatst voor promotie-eindronde |

### West
| Plaats | Club                             | Wed. | W  | G | V  | Saldo | Ptn.  |
| ------ | -------------------------------- | ---- | -- | - | -- | ----- | ----- |
| 1.     | TSV 1861 Swinemünde              | 16   | 12 | 2 | 2  | 60:30 | 26:06 |
| 2.     | LSV Parow                        | 16   | 10 | 1 | 5  | 58:32 | 21:11 |
| 3.     | TSV 1860 Stralsund               | 16   | 8  | 4 | 4  | 44:37 | 20:12 |
| 4.     | Stralsunder SV Reichspost 1907   | 16   | 8  | 2 | 6  | 38:39 | 18:14 |
| 5.     | LSV Barth                        | 16   | 6  | 3 | 7  | 36:34 | 15:17 |
| 6.     | VfB Torgelow                     | 16   | 6  | 3 | 7  | 33:40 | 15:17 |
| 7.     | Graf Schwerin Greifswald         | 16   | 5  | 2 | 9  | 40:46 | 12:20 |
| 8.     | Reichsbahn SG Germania Stralsund | 16   | 4  | 3 | 9  | 30:55 | 11:21 |
| 9.     | BSG Siemens Pasewalk             | 16   | 2  | 2 | 12 | 19:45 | 06:26 |

|  | Geplaatst voor promotie-eindronde |

## Promotie-Degradatie eindronde
HSV Köslin promoveerde maar trok zich voor de start van het nieuwe seizoen alsnog terug. 
| Plaats | Club                     | Wed. | W | G | V | Saldo | Ptn.  |
| ------ | ------------------------ | ---- | - | - | - | ----- | ----- |
| 1.     | TSV 1861 Swinemünde      | 6    | 4 | 0 | 2 | 10:07 | 08:04 |
| 2.     | HSV Köslin               | 6    | 4 | 0 | 2 | 18:14 | 08:04 |
| 3.     | HSV Pionier Podejuch     | 6    | 2 | 2 | 2 | 12:14 | 06:06 |
| 4.     | FC Viktoria Schneidemühl | 6    | 0 | 2 | 4 | 04:09 | 02:10 |

|  | Promotie naar Gauliga Pommern 1939/40 |